# Enzo Gennoni
Enzo Gennoni (27 de abril de 1943 - 14 de diciembre de 1998, Buenos Aires) fue un futbolista y director técnico argentino. Jugaba de delantero extremo izquierdo y debutó profesionalmente en Vélez Sarsfield.

## Carrera

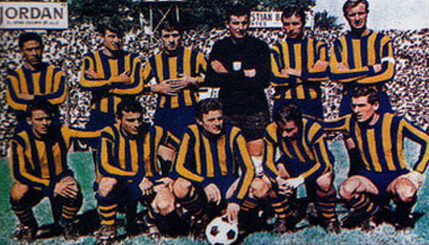
Parados: José Jorge González, Jorge Ainsa, Otto Sesana, Antonino Spilinga, Carlos Griguol, Norberto Bautista; hincados: Héctor Pignani, José Mesiano, Marcelo Pagani, Adolfo Bielli, Enzo Gennoni.

Luego de arrancar en el cuadro de Liniers pasó a Racing de Montevideo, para evitar el servicio militar. Retornó a Argentina para jugar en Platense, Rosario Central (donde jugó sus mejores años), River Plate e Independiente (con el que consiguió su único título), para cerrar su carrera en México, jugando para los Diablos Blancos del Torreón FC, donde luego inició su carrera como DT. Más adelante se dedicó a la representación de futbolistas, colocando alguno de ellos en el futbol mexicano. Posiblemente una de sus gloriosas tardes con los Diablos Blancos, fue cuando en el mes de mayo de 1972, se enfrentaron al Cruz Azul, el equipo líder del campeonato, invencible y con sus estrellas. Un Torreón desconocido, despedazó a la defensa del equipo cementero formada por Marco Antonio Ramírez, Alberto Quintano, Javier Kalimán Gúzman y Javier Sánchez Galindo, teniendo como portero al Gato Marín, prácticamente desde el inicio del partido, la cual fue vapuleada y vulnerada por marcador de 5-2 con dos goles anotados por Enzo Gennoni, uno del Conejo Aníbal Tarabini, uno del Cuco Estrada y cerró la cuenta Chucho Hernández. Fue la única goleada que se llevaron los Cementeros en esa temporada y que serían campeones.

### Fallecimiento
En 1997 le fue diagnosticado esclerosis lateral amiotrófica, una enfermedad neurodegenerativa que le produjo pérdida de fuerza en los brazos, piernas y dificultades para tragar y hablar. Falleció un año y medio después, el 14 de diciembre de 1998, en la Clínica Bazterrica en Buenos Aires, a los 55 años de edad.
Sus restos fueron sepultados en un cementerio privado de la localidad bonaerense de Moreno.

## Clubes
| Club                      | País      | Año     |
| ------------------------- | --------- | ------- |
| Vélez Sarsfield           | Argentina | 1962-63 |
| Racing Club de Montevideo | Uruguay   | 1964    |
| Platense                  | Argentina | 1965    |
| Rosario Central           | Argentina | 1966-69 |
| River Plate               | Argentina | 1970    |
| Independiente             | Argentina | 1971    |
| CF Torreón                | México    | 1971-73 |

## Selección nacional
Disputó un único encuentro con la camiseta albiceleste; fue ante México en 1967. Ingresó al inicio del segundo tiempo, en reemplazo de Juan Carlos Carone. Al minuto 62 del partido anotó el gol del empate transitorio.

### Detalle de partidos
| Instancia | Estadio | Fecha      | Rival  | Resultado | Goles |
| --------- | ------- | ---------- | ------ | --------- | ----- |
| Amistoso  | Azteca  | 22-08-1967 | México | 1-2       | 1     |

## Palmarés
| Título           | Equipo        | País      | Año    |
| ---------------- | ------------- | --------- | ------ |
| Primera División | Independiente | Argentina | M-1971 |